# 摩泽尔河畔格拉赫
摩泽尔河畔格拉赫（德語：Graach an der Mosel，發音：[ˈɡʁaːx ʔan deːɐ̯ ˈmoːzl̩]）是德国莱茵兰-普法尔茨州贝恩卡斯特尔-维特利希县的市镇，面积8.62平方千米，2023年12月31日人口为662人。